# Hal Motor Car Company

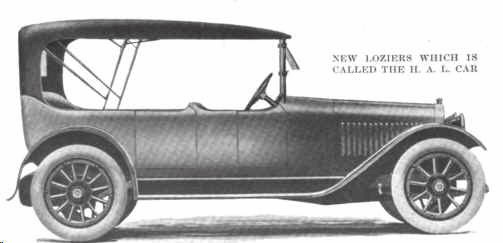
Hal von 1915

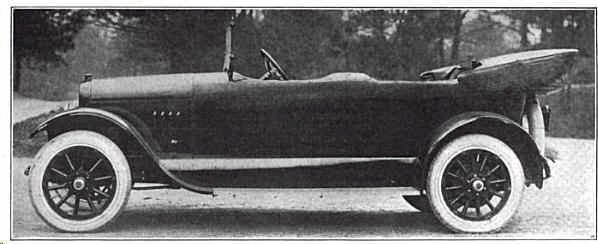
Hal von 1916

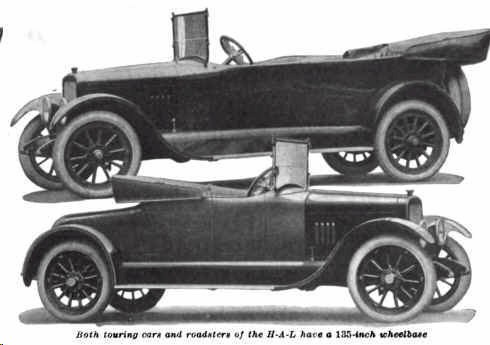
Hal von 1917

Hal Motor Car Company, vorher H. A. Lozier Company, war ein US-amerikanischer Hersteller von Automobilen.

## Unternehmensgeschichte
Harry A. Lozier hatte die Lozier Motor Company verlassen. Er gründete 1915 die H. A. Lozier Company. Im Januar 1916 präsentierte er einen Prototyp auf der New York Automobile Show. Die Serienproduktion begann im Sommer 1916 in Cleveland in Ohio im ehemaligen Werk von Royal Tourist. Der Markenname lautete Hal, auch HAL und H. A. L. geschrieben.
Bereits im September 1916 verließ Lozier das Unternehmen aus gesundheitlichen Gründen. A. Ward Foote von der Foote-Burt Machine Company aus der gleichen Stadt wurde neuer Präsident. Er führte die Umbenennung in Hal Motor Car Company durch. Bis Oktober 1916 waren bereits 200 Fahrzeuge entstanden. Zu dem Zeitpunkt waren es zehn Fahrzeuge pro Tag. Materialknappheit aufgrund des Ersten Weltkriegs führte zu Problemen. Im Oktober 1917 gab es Gerüchte eines Zusammenschlusses mit der Abbott Corporation, aus denen nichts wurde.
Ende 1917 wurde Frank B. Willis neuer Präsident. Er präsentierte im Januar 1918 auf der Chicago Automobile Show erneut Fahrzeuge. Wenig später trat Willis zurück.
Im Februar 1918 begann die Insolvenz. Die Vermögenswerte inklusive zehn unverkaufter Fahrzeuge wurden im April 1918 versteigert. Stearns erwarb die Fabrik.
Der spätere US-Präsident Warren G. Harding war einer der Käufer eines Hal.

## Fahrzeuge
Die Fahrzeuge wurden Twelve genannt. Sie hatten einen V12-Motor von der Weidely Motors Company. Er war offiziell mit 40 PS eingestuft, leistete nach Unternehmensangaben aber bis zu 100 PS. Das Fahrgestell hatte 343 cm Radstand.
1916 gab es das Model 12. Es war als Tourenwagen mit sieben Sitzen und als Roadster mit zwei Sitzen erhältlich.
1917 folgte das Model 21. Ein Brougham, eine siebensitzige Limousine und ein viersitziger Cloverleaf-Roadster ergänzten die zur Verfügung stehenden Aufbauten.
1918 hatten die Kunden die Wahl zwischen Limousine, Town Car und Tourenwagen, jeweils mit sieben Sitzen, einem zweisitzigen Roadster und einem viersitzigen Shamrock Roadster.

## Modellübersicht
| Jahr | Modell | Ausführung | Zylinder | Leistung (PS) | Radstand (cm) | Aufbau |
| ---- | ------ | ---------- | -------- | ------------- | ------------- | --- |
| 1916 | Twelve | Model 12   | 12       | 40            | 343           | Tourenwagen 7-sitzig, Roadster 2-sitzig                                                                    |
| 1917 | Twelve | Model 21   | 12       | 40            | 343           | Roadster 2-sitzig, Limousine 7-sitzig, Brougham, Cloverleaf Roadster 4-sitzig, Tourenwagen 7-sitzig        |
| 1918 | Twelve | Model 25   | 12       | 40            | 343           | Limousine 7-sitzig, Town Car 7-sitzig, Tourenwagen 7-sitzig, Roadster 2-sitzig, Shamrock Roadster 4-sitzig |